# Villar de Samaniego
Villar de Samaniego es un municipio y localidad española de la provincia de Salamanca, en la comunidad autónoma de Castilla y León. Se integra dentro de la comarca de Vitigudino y la subcomarca de La Ramajería. Pertenece al partido judicial de Vitigudino.
Su término municipal está formado por un solo núcleo de población, ocupa una superficie total de 27,98 km² y según los datos demográficos recogidos en el padrón municipal elaborado por el INE en el año 2024, cuenta con una población de 78 habitantes.
Hasta aproximadamente 1910 se llamó Villar de Ciervos, nombre que se cambió por las confusiones que ocasinaba con Villar de Ciervo.

## Historia
Su fundación parece responder a la campaña de repoblación emprendida en la zona por el rey de León Fernando II en el siglo XII, denominándolo Villar de Ciervos, nombre que designó oficialmente a la localidad hasta 1910. Como explicación del nombre habría que señalar que el término "villar", es sinónimo de "pueblo" en lengua leonesa. Con la creación de las provincias actuales en 1833 este municipio quedó adscrito a la de Salamanca, dentro de la Región Leonesa, pasando a formar parte del partido judicial de Vitigudino en 1844.

## Demografía
Villar de Samaniego cuenta con una población de 78 habitantes (INE 2024).
| Gráfica de evolución demográfica de Villar de Samaniego entre 1842 y 2021 |
| |
| Población de derecho según los censos de población del INE Población de hecho según los censos de población del INEEn estos censos se denominaba Villar de Ciervos: 1842, 1857, 1860, 1877, 1887, 1897, 1900 y 1910 Entre el censo de 1857 y el anterior, crece el término del municipio porque incorpora a 375036 (Robledohermoso) |

Según el Instituto Nacional de Estadística, Villar de Samaniego tenía, a 31 de diciembre de 2018, una población total de 89 habitantes, de los cuales 50 eran hombres y 39 mujeres. Respecto al año 2000, el censo refleja 128 habitantes, de los cuales 70 eran hombres y 58 mujeres. Por lo tanto, la pérdida de población en el municipio para el periodo 2000-2018 ha sido de 39 habitantes, un 31 % de descenso.
El municipio se divide en dos núcleos de población. De los 89 habitantes que poseía el municipio en 2018, Villar de Samaniego contaba con 43, de los cuales 23 eran hombres y 20 mujeres, y Robledo Hermoso con 46, de los cuales 27 eran hombres y 19 mujeres.

## Monumentos y lugares de interés
- Iglesia parroquial de Santo Toribio

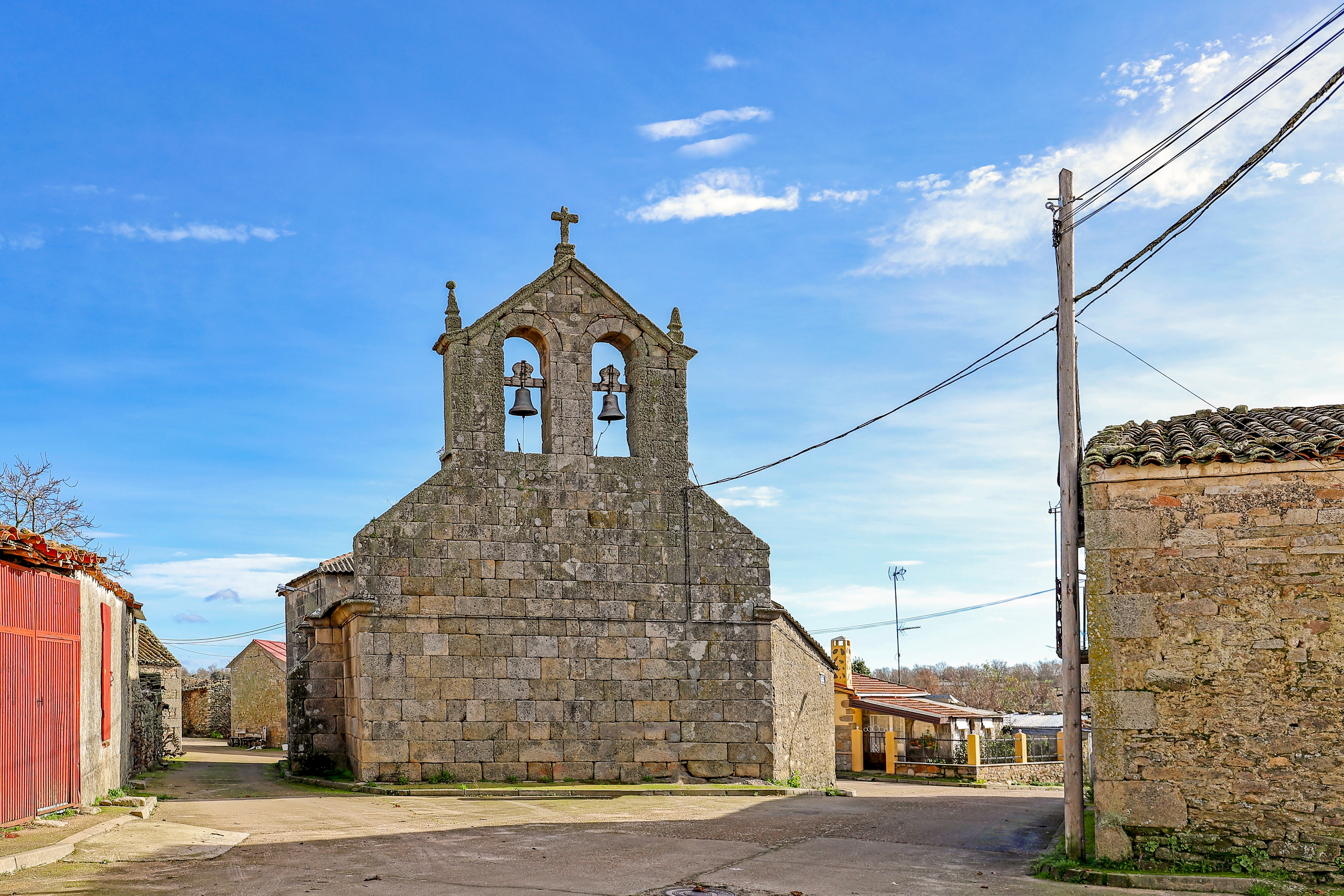
Portada de la iglesia parroquial de Santo Toribio

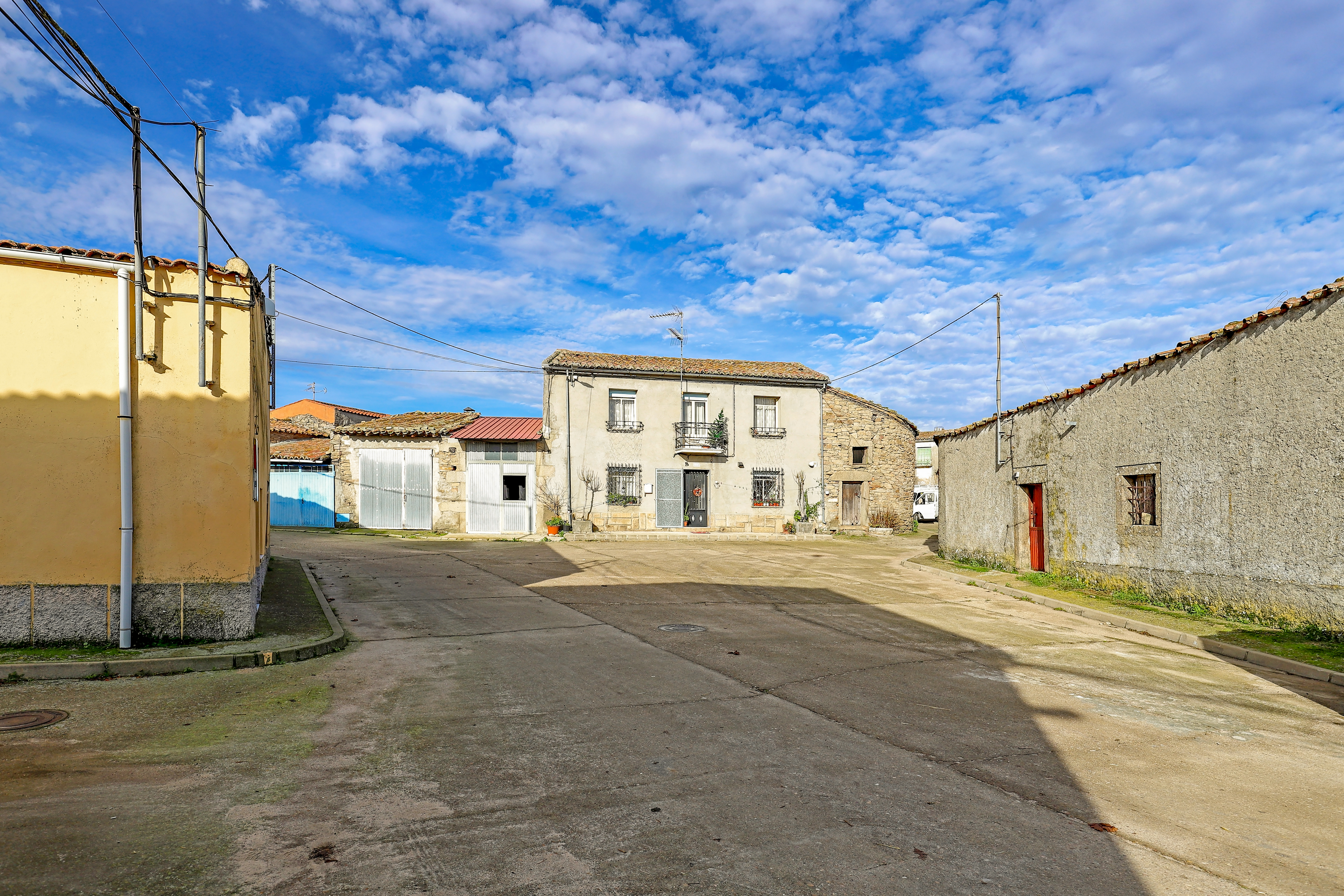
Calle representativa

- Arquitectura tradicional

## Administración y política
| Partido político                         | 2019  | 2019  | 2019       | 2015  | 2015  | 2015       | 2011  | 2011  | 2011       | 2007  | 2007  | 2007       | 2003  | 2003  | 2003       |
| Partido político                         | %     | Votos | Concejales | %     | Votos | Concejales | %     | Votos | Concejales | %     | Votos | Concejales | %     | Votos | Concejales |
| Partido Popular (PP)                     | 79,31 | 46    | 3          | 64,91 | 37    | 2          | 60,61 | 40    | 5          | 49,37 | 39    | 4          | 50,57 | 44    | 5          |
| Partido Socialista Obrero Español (PSOE) | 8,62  | 5     | 0          | 40,35 | 23    | 1          | 18,18 | 12    | 0          | 30,38 | 24    | 1          | 9,20  | 8     | 0          |

El alcalde de Villar de Samaniego no recibe ningún tipo de prestación económica por su trabajo al frente del ayuntamiento (2017).